# Timothy Cheruiyot
Timothy Cheruiyot, född 20 november 1995, är en kenyansk friidrottare som tävlar på medeldistanslöpning.

## Karriär
Vid de olympiska sommarspelen 2020 i Tokyo tog Cheruiyot silver på 1500 meter. 
Vid Världsmästerskapen i friidrott 2017 tog han silver på 1 500 meter. Vid Världsmästerskapen i friidrott 2019 tog han guld på 1 500 meter. 